# Sophie Grace Chappell
Sophie Grace Chappell (novembro de 1964) é uma filósofa, acadêmica e poetisa inglesa. Desde 2006, é professora de Filosofia na The Open University.

## Primeiros anos e educação
Chappell nasceu em novembro de 1964. Ela estudou Literae humaniores no Magdalen College, em Oxford, tendo recebido a bolsa Anne Shaw Classical Scholarship. Ela obteve o primeiro lugar em Moderações de Honra em março de 1986 e um segundo lugar superior na Escola de Honra Final em junho de 1988, graduando-se assim com o grau de Bacharel em Artes (BA). Ela então se mudou para a Universidade de Edimburgo para realizar pesquisas para o grau de Doutor em Filosofia (PhD) sob a supervisão de James Mackey e Dory Scaltsas. Concluiu o seu doutoramento em 1992 com uma tese intitulada "Aristóteles e Agostinho sobre a acção voluntária e a liberdade e a fraqueza da vontade".

## Carreira acadêmica
Em 1991, Chappell retornou à Universidade de Oxford e foi pesquisadora júnior no Wolfson College, Oxford (1991–1994) e professora de filosofia no Merton College, Oxford (1992–1994). Ela foi então professora na Universidade da Ânglia Oriental de 1994 a 1996 e na Universidade de Manchester de 1996 a 1998. Em 1998, mudou-se para a Universidade de Dundee: foi promovida a professora titular em 2002 e a leitora em filosofia em 2005. Em maio de 2006, ela se juntou à The Open University como Professora de Filosofia e diretora do Centro de Ética da Open University.

### Visões temáticas
Sophie Grace Chappell escreve contra as ambições sistemáticas da filosofia moral contemporânea de ser capaz de definir "a verdade completa e exclusiva sobre a justificação, explicação, avaliação e prescrição de crenças morais, e de conter os materiais para deslocar ou refutar a maioria ou todas as outras teorias morais sistemáticas". Seu trabalho se alinha com o de Bernard Williams, bem como com o de Alasdair MacIntyre e Ludwig Wittgenstein.
Ela oferece uma nova definição da personalidade humana, inspirada na teoria dos papéis de gênero. Ela critica a definição tradicional de "homem" e "mulher" com base em características biológicas pré-natais, argumentando que as formas sexuais dos indivíduos humanos podem ser usadas para identificar animais humanos, mas não a personalidade humana. Este ponto de vista baseia-se na definição aristotélica do ser humano como um animal político, bem como na noção cristã de lei moral natural, pelo menos para aqueles aspectos que podem ser diferenciados a partir de uma perspectiva de género.
Chappell introduz uma distinção entre percepções morais passivas e imediatas versus inferências morais ativas e passo a passo, afirmando que as ações humanas são realizadas principalmente com base em intuições éticas que não têm uma justificativa lógica ou não tinham tal justificativa no momento em que foram promulgadas. Tal como as percepções sensoriais, as percepções morais podem ser muito vívidas, ou subjectivamente percebidas como certas, enquanto as inferências morais podem ser independentes da sua respectiva fenomenologia ou vivacidade. Alguns julgamentos podem ser considerados percepções morais porque parecem ser "obviamente verdadeiros", evidentes e mais certos do que qualquer argumento racional com prós ou contras. Um exemplo poderia ser a seguinte afirmação: "pelo menos em quase todos os casos concebíveis, é seriamente errado torturar, roubar, violar e assassinar". Em tais casos, os argumentos racionais podem parecer desnecessários.
Em um artigo de 2005 sobre o Teeteto, Chappell discute a definição de episteme em cinco diálogos platônicos, argumentando que a obra de Platão identificou positivamente o conhecimento humano com o julgamento (em grego: doxa) apoiado por um argumento racional para justificação (logos). Como sugerido acima, percepções morais nem sempre precisam de um argumento racional para serem justificadas.

## Vida pessoal
Chappell é transgênero e fez a transição de homem para mulher em 2014. Ela se casou em 1988 e tem quatro filhos.

## Obras publicadas

### Não-ficção
- Moral perception, in Philosophy (em inglês), 83 (4):421-437 (2008)
- Ethics Beyond Moral Theory, in Philosophical Investigations (em inglês), 32 (3):206-243 (2009)
- Varieties of Knowledge in Plato and Aristotle (em inglês), in  Topoi, 31: 175–190 (2012)
- Knowing What to Do: Imagination, Virtue, and Platonism in Ethics (em inglês), 2014
- Epiphanies: An Ethics of Experience (em inglês), Oxford University Press, 2022.[12]
- A Philosopher Looks at Friendship (em inglês), Cambridge University Press, 2024.[13]

### Poesia e traduções
- Songs For Winter Rain (em inglês), Ellipsis Imprints, 2021.[14]
- The Agamemnon of Aeschylus: A New Translation (em inglês), Ellipsis Imprints, 2024.[15]